# Израиль (Данилов)
Израиль Данилов (1751—1818) — архимандрит Русской православной церкви.

## Биография
Данилов родился в 1751 году; происходил из дворян. Принял монашество с именем Израиль будучи в чине поручика и был определен настоятелем в опустелый Сканов монастырь; он собрал сюда братию, завел общежитие и возобновил монастырские здания.
Его успехи были замечены и в 1794 году Израиль Данилов был назначен строителем Спасо-Преображенского монастыря города Пензы.
В 1798 году Израиль Данилов был возведён в сан архимандрита.
21 июля 1802 года он был переведен в Александро-Свирский монастырь Тихвинской епархии, а 31 октября того же года назначен в Богородицкий монастырь в Нижний Ломов с особым поручением привести расстроенный монастырь в надлежащий порядок.
По мысли Израиля в Нижеломовском монастыре было заведено общежитие. Когда пензенский епископ Моисей задумал завести в своей обширной епархии «русские школы» для детей духовенства, не имеющих возможности учиться в семинарии, первым отозвался на этот проект отец Израиль. Он выстроил при своем монастыре и на монастырские средства школу, снабдил ее книгами и из ста школьников более десяти содержал на монастырский счет ежегодно монастырь расходовал на школу более 400 рублей. Он убедил настоятелей двух соседних монастырей (Спасского и Краснослободского) оказывать школе ежегодное пособие в 150 рублей от каждого монастыря; школа его была образцовою среди всех «русских школ» Пензенской епархии.
За свою деятельность Израиль Данилов был награжден в 1810 году орденом Святой Анны 2-й степени при особом Высочайшем рескрипте.
19 ноября отец Израиль был переведен в Макариев желтоводский монастырь Нижегородской епархии. В 1818 году отпросился по состоянию здоровья на покой и 14 ноября того же года скончался.